# Isabella Grimaldi
Isabella Grimaldi (XVI secolo – 27 febbraio 1583) è stata consorte del Signore di Monaco dal 1545 al 1581, come moglie di Onorato I.

## Biografia

### Nascita
Isabella Grimaldi nacque nel XVI secolo da Giovan Battista Grimaldi, signore di Montaldeo e patrizio genovese, e Maddalena Pallavicini.

### Matrimonio
L'8 giugno 1545 sposò per procura a Genova Onorato I di Monaco (1522-1581), un suo lontano cugino, nonché sovrano di Monaco già da cinque anni.

### Morte
Isabella rimase vedova il 7 ottobre 1581. Morì quasi due anni dopo, il 27 febbraio 1583.

## Discendenza
Isabella Grimaldi e Onorato I di Monaco ebbero quattordici figli, tra cui due signori di Monaco:
- Ginevra (24 ottobre 1548 - dopo il 1594);
- Benedetta (nata il 3 maggio 1550 e deceduta in giovane età);
- Claudia (8 ottobre 1552 - 20 novembre 1598);
- Carlo (26 gennaio 1555 - 17 maggio 1589);
- Eleonora (10 dicembre 1556 - ?);
- Francesco (13 novembre 1557 - 4 ottobre 1586);
- Orazio (5 novembre 1558 - 16 luglio 1559);
- Ippolita (20 novembre 1559 - 24 aprile 1562)
- Fabrizio (1º dicembre 1560 - 20 aprile 1569)
- Ercole (24 settembre 1562 - 29 novembre 1604), sposò Maria Landi ed ebbero tre figli:
  - Giovanna Maria (29 settembre 1596 - dicembre 1620), sposò il 10 ottobre 1615 a Milano Teodoro Trivulzio (1597-1656);
  - Onorato (24 dicembre 1597 - 10 gennaio 1662), sposò Ippolita Trivulzio (1600-1638);
  - Maria Claudia (1º gennaio 1599 - 1668), divenne suora carmelitana a Genova.
- Virginia (12 luglio 1564 - ?), fu monaca eremitana dell’Ordine di Sant'Agostino e visse nel Monastero di Santa Maria in Passione di Genova;
- Aurelia (13 novembre 1565 - ?);
- Orazio (5 settembre 1567 - Madrid, 1620), fu il coppiere di Filippo III di Spagna;
- Giovanni Battista (24 marzo 1571 - 18 marzo 1572).

## Ascendenza
|                          |     |     | Genitori |  |  | Nonni |  |  | Bisnonni |  |  | Trisnonni |  |
|                          |     |     |          |  |  |       |  |  | ...      |  |  | ...       |  |
|                          |     |     |          |  |  |       |  |  | ...      |  |  | ...       |  |
|                          |     | ... |          |  |  |       |  |  | ...      |  |  |           |  |
| Giorgio Grimaldi         |     |     |          |  |  |       |  |  | ...      |  |  |           |  |
|                          |     | ... | ...      |  |  |       |  |  |          |  |  |           |  |
|                          |     | ... | ...      |  |  |       |  |  |          |  |  |           |  |
|                          |     | ... | ...      |  |  |       |  |  |          |  |  |           |  |
| Giovan Battista Grimaldi |     | ... |          |  |  |       |  |  |          |  |  |           |  |
|                          |     | ... | ...      |  |  |       |  |  |          |  |  |           |  |
|                          |     | ... | ...      |  |  |       |  |  |          |  |  |           |  |
|                          |     | ... | ...      |  |  |       |  |  |          |  |  |           |  |
| Isabella Fieschi         |     | ... |          |  |  |       |  |  |          |  |  |           |  |
|                          |     | ... | ...      |  |  |       |  |  |          |  |  |           |  |
|                          |     | ... | ...      |  |  |       |  |  |          |  |  |           |  |
|                          |     | ... | ...      |  |  |       |  |  |          |  |  |           |  |
| Isabella Grimaldi        |     | ... |          |  |  |       |  |  |          |  |  |           |  |
|                          | ... | ... |          |  |  |       |  |  |          |  |  |           |  |
|                          | ... | ... |          |  |  |       |  |  |          |  |  |           |  |
|                          | ... | ... |          |  |  |       |  |  |          |  |  |           |  |
| Agostino Pallavicini     | ... |     |          |  |  |       |  |  |          |  |  |           |  |
|                          |     | ... | ...      |  |  |       |  |  |          |  |  |           |  |
|                          |     | ... | ...      |  |  |       |  |  |          |  |  |           |  |
|                          |     | ... | ...      |  |  |       |  |  |          |  |  |           |  |
| Maddalena Pallavicini    |     | ... |          |  |  |       |  |  |          |  |  |           |  |
|                          |     | ... | ...      |  |  |       |  |  |          |  |  |           |  |
|                          |     | ... | ...      |  |  |       |  |  |          |  |  |           |  |
|                          |     | ... | ...      |  |  |       |  |  |          |  |  |           |  |
| Napoletana               |     | ... |          |  |  |       |  |  |          |  |  |           |  |
|                          |     | ... | ...      |  |  |       |  |  |          |  |  |           |  |
|                          |     | ... | ...      |  |  |       |  |  |          |  |  |           |  |
|                          |     | ... | ...      |  |  |       |  |  |          |  |  |           |  |
|                          |     | ... |          |  |  |       |  |  |          |  |  |           |  |